# Спарре, Бенгт
Бенгт Спарре (швед. Bengt Sparre или швед. Benkt Sparre; 2 июня 1918 — 15 апреля 1986) — шведский ботаник.

## Биография
Бенгт Спарре родился 2 июня 1918 года. Во время советско-финской войны 1939—1940 годов пошёл добровольцем в финскую армию. Принимал также участие в советско-финской войне 1941—1944 годов и при блокаде Ханко получил тяжёлое ранение.
В 1946 году Спарре отправился в Южную Америку, где пробыл более десяти лет. По возвращении в Швецию в 1957 году Спарре был назначен хранителем при Государственном Музее естественной истории в Стокгольме. В начале 1960-х годов он заинтересовался флорой Эквадора и совершил экспедиции вместе со своей женой. С 1973 года издавал журнал Flora of Ecuador.
Бенгт Спарре умер в Стокгольме 15 апреля 1986 года.

## Научная деятельность
Бенгт Спарре специализировался на семенных растениях.

## Примечания

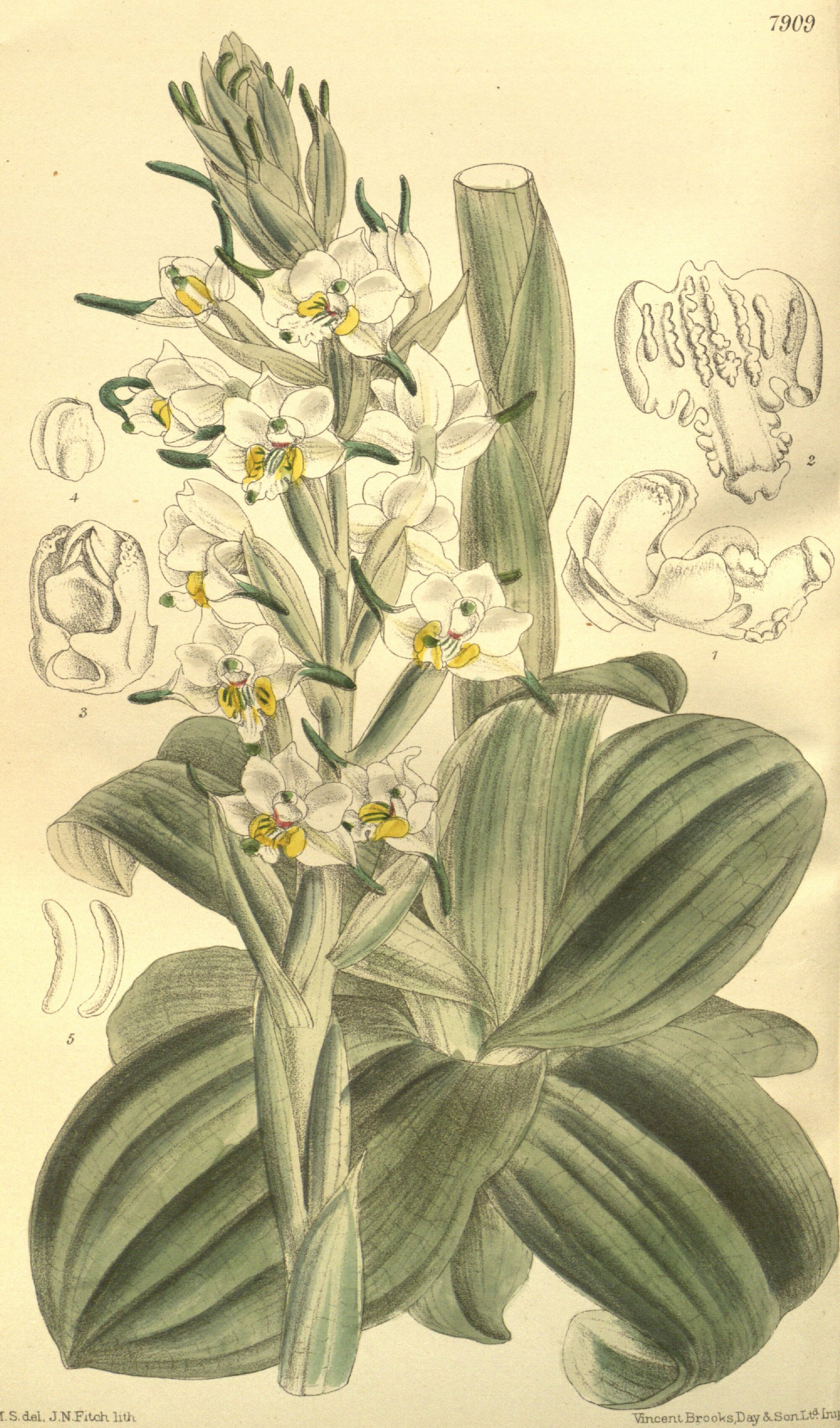